# Aurélien Wiik
Aurélien Wiik (Deauville, 24 settembre 1980) è un attore e regista francese.

## Biografia

### Inizi
Aurélien Wiik è nato a Deauville il 24 settembre 1980, figlio dell'attrice francese Françoise Deldick e del comico norvegese Pierre-Alain Wiik. È cresciuto a Luc-sur-Mer. Aveva un fratello maggiore, Benjamin, morto di malattia nel 2014.

### Carriera
Wiik ha esordito come attore nel cortometraggio Arène del 1993. L'anno seguente recitò in Cache Cash diretto da Claude Pinoteau. Altri film da lui interpretati sono Belle maman (1999), In extremis (2000), La bande du drugstore (2002), Parlami d'amore (2002), Arsenio Lupin (2004), Amazon Forever (2004), Frontiers - Ai confini dell'inferno (2007), Un uomo e il suo cane (2008),  Des illusions (2009),  Djinns (2010), Somewhere (2010) e L'incroyable histoire du facteur Cheval (2018).
Wiik ha recitato anche in diverse serie televisive come Regards d'enfance, Les Nouveaux Exploits d'Arsène Lupin, Julie Lescaut, Appartamento per due, Il commissariato Saint Martin, Alice Nevers - Professione giudice La maledizione dei Templari, L'épervier, Maison close - La casa del piacere, Delitto a..., La mia vendetta, Munch, Spiral e Luther.
Nel 2005 ha sceneggiato e diretto il cortometraggio Rue des Vertus.

### Vita privata
È il compagno dell'attrice Juliette Dol.

## Filmografia

### Attore

#### Cinema
- Arène, regia di Nicolas Cuche - cortometraggio (1993)
- Cache Cash, regia di Claude Pinoteau (1994)
- Soleil, regia di Roger Hanin (1997)
- Belle maman, regia di Gabriel Aghion (1999)
- Sous-sols, regia di Jérôme Le Maire - cortometraggio (1999)
- In extremis, regia di Étienne Faure (2000)
- Kitchendales, regia di Chantal Lauby (2000) Uscito in home video
- Guedin, regia di Freddy Busso - cortometraggio (2000)
- Carla, regia di Dramane Sangare - cortometraggio (2000)
- Chaos, regia di Coline Serreau (2001)
- La bande du drugstore, regia di François Armanet (2002)
- Les frères Hélias, regia di Freddy Busso - cortometraggio (2002)
- Parlami d'amore (Parlez-moi d'amour), regia di Sophie Marceau (2002)
- À l'abri des regards indiscrets, regia di Ruben Alves e Hugo Gélin - cortometraggio (2002)
- Sem Ela, regia di Anna da Palma (2003)
- Ce qu'ils imaginent, regia di Anne Théron (2004)
- Tout le plaisir est pour moi, regia di Isabelle Broué (2004)
- Arsenio Lupin (Arsène Lupin), regia di Jean-Paul Salomé (2004)
- Amazon Forever, regia di Jean-Pierre Dutilleux (2004)
- Tu vas rire, mais je te quitte, regia di Philippe Harel (2005)
- Rue des Vertus, regia di Aurélien Wiik - cortometraggio (2005)
- Au petit matin, regia di Xavier Gens - cortometraggio (2005)
- À travers la forêt, regia di Jean-Paul Civeyrac (2005)
- Frontiers - Ai confini dell'inferno (Frontière(s)), regia di Xavier Gens (2007)
- La tangente, regia di Vincent Vesco - cortometraggio (2008)
- Segreto di stato (Secret défense), regia di Philippe Haïm (2008)
- Un uomo e il suo cane (Un homme et son chien), regia di Francis Huster (2008)
- Des illusions, regia di Étienne Faure (2009)
- Seconde vie, regia di Yves Levêque - cortometraggio (2009)
- Djinns, regia di Hugues e Sandra Martin (2010)
- Somewhere, regia di Sofia Coppola (2010)
- Dernier round, regia di Flavien Bellevue - cortometraggio (2011)
- Emprise, regia di Vincent Arnaud - cortometraggio (2012)
- Terry Richardson's Last Hours, regia di Charlotte ROBERT - cortometraggio (2012)
- Tierra de sangre, regia di James Katz (2014)
- Blood Sugar Baby, regia di Igal Weitzman (2014)
- Nos futurs, regia di Rémi Bezançon (2015)
- Une dernière course, regia di Sergio Do Vale - cortometraggio (2016)
- Je suis un présent, regia di Ingrid Juveneton - cortometraggio (2018)
- L'incroyable histoire du facteur Cheval, regia di Nils Tavernier (2018)
- Casi Famoso, regia di Gonzalo Diaz - cortometraggio (2019)

#### Televisione
- Regards d'enfance – serie TV, 3 episodi (1994-1997)
- La rivière Espérance – miniserie TV (1995)
- Les Nouveaux Exploits d'Arsène Lupin – serie TV, 1 episodio (1995)
- Julie Lescaut – serie TV, 1 episodio (1996)
- L'histoire du samedi – serie TV, 1 episodio (1996)
- L'amerloque, regia di Jean-Claude Sussfeld – film TV (1996)
- Appartamento per due (Jamais 2 sans toi) – serie TV, 3 episodi (1996-1997)
- Tale madre tale figlia (Telle mère, telle fille), regia di Élisabeth Rappeneau – film TV (1998)
- Meurtres sans risque, regia di Christiane Spiero – film TV (1998)
- Le bahut – serie TV, 1 episodio (1998)
- La traversée du phare, regia di Thierry Redler – film TV (1999)
- Il commissariato Saint Martin (P.J.) – serie TV, 1 episodio (1999)
- Tombé du nid, regia di Édouard Molinaro – film TV (1999)
- Scénarios sur la drogue – serie TV, 1 episodio (2000)
- Chère Marianne – serie TV, 1 episodio (2000)
- Les inséparables, regia di Thierry Redler – film TV (2001)
- Alice Nevers - Professione giudice (Le juge est une femme) – serie TV, 2 episodi (2002)
- Nos vies rêvées, regia di Fabrice Cazeneuve – film TV (2004)
- Alex Santana, négociateur – serie TV, 1 episodio (2005)
- Mission protection rapprochée – serie TV, 1 episodio (2005)
- Le frangin d'Amérique, regia di Jacques Fansten – film TV (2005)
- La maledizione dei Templari (Les rois maudits), regia di Josée Dayan – miniserie TV (2005)
- Laura, le compte à rebours a commencé – miniserie TV (2006)
- Ma fille est innocente, regia di Charlotte Brändström – film TV (2007)
- Myster Mocky présente – serie TV, 2 episodi (2008-2009)
- Les robins des pauvres, regia di Frédéric Tellier – film TV (2011)
- L'épervier – serie TV, 6 episodi (2011)
- Inquisitio – serie TV, 8 episodi (2012)
- The American Tetralogy, regia di Philippe Terrier-Hermann - cortometraggio (2013)
- Maison close - La casa del piacere (Maison close) – serie TV, 8 episodi (2013)
- Delitto a... (Meurtres à...) – serie TV, 1 episodio (2013)
- Des roses en hiver, regia di Lorenzo Gabriele – film TV (2014)
- La mia vendetta (La vengeance aux yeux clairs) – serie TV, 8 episodi (2016)
- Munch – serie TV, 32 episodi (2016-2021)
- Haje: L'enfant sage, regia di Alcibiade Cohen e Louise Ernandez - cortometraggio (2017)
- The Beating Hearts Chronicles – serie TV, 1 episodio (2018)
- Destini in fiamme (Le Bazar de la Charité), regia di Alexandre Laurent – miniserie TV (2019)
- Le canal des secrets, regia di Julien Zidi – film TV (2020)
- Spiral – serie TV, 1 episodio (2020)
- Black and White, regia di Moussa Sene Absa – miniserie TV (2020)
- Delitto nel Berry (Meurtres en Berry), regia di Floriane Crépin – film TV (2021)
- Luther – serie TV, 6 episodi (2021)

### Regista
- Rue des Vertus, regia di Aurélien Wiik - cortometraggio (2005)

### Sceneggiatore
- Rue des Vertus, regia di Aurélien Wiik - cortometraggio (2005)

### Produttore
- Blood Sugar Baby, regia di Igal Weitzman (2014)

### Doppiatore
- Call of Duty: Modern Warfare 3 - videogioco (2011)